# C'est quoi cette famille ?!
Série
C'est quoi cette mamie ?!
(2019)
Pour plus de détails, voir Fiche technique et Distribution.
C'est quoi cette famille ?! est une comédie française réalisée par Gabriel Julien-Laferrière, sortie en 2016. Une suite, C'est quoi cette mamie ?!, par le même réalisateur, sort en 2019 et un troisième volet C'est quoi ce papy ?! est sorti en 2021.

## Synopsis
Bastien vit au sein d'une famille recomposée un poil compliquée : six demi-frères et sœurs, huit « parents », et un emploi du temps de ministre pour savoir qui doit dormir chez qui. Ras-le-bol général des enfants qui décident de s'installer dans l'appartement de la grand-mère d'Elliot, où ce seront les parents qui viendront s'occuper d'eux à tour de rôle. Au début de l’installation des enfants dans l’appartement, leurs parents ne savent pas qu’ils sont là-bas et ils s’inquiètent. Par la suite, les parents découvrent tout.

## Fiche technique
- Titre : C'est quoi cette famille ?!
- Réalisation : Gabriel Julien-Laferrière
- Scénario : Camille Moreau et Olivier Treiner en collaboration avec François Desagnat et Romain Protat
- Musique : Da Silva et Frédéric Fortuny
- Montage : Thomas Beard
- Photographie : Cyril Renaud
- Décors : Samuel Teisseire
- Costumes : Noémie Vessier
- Producteur : Yves Darondeau, Christophe Lioud, Emmanuel Priou et Jean-Michel Rey
- Production : Bonne Pioche Productions  et Rezo Productions
  - Coproduction : TF1, UGC et M6 Films
  - Association : Cofinova 12
- Distribution : UGC Distribution
- Pays d'origine :  France
- Durée : 99 minutes
- Genre : comédie
- Dates de sortie :
  -  France : 10 août 2016

## Distribution
- Chantal Ladesou : Aurore, la mère de Sophie et Agnès, et la grand-mère de Bastien, Clara, Gulliver, Léopoldine et Juliette
- Julie Gayet : Sophie, la fille d'Aurore, la sœur d'Agnès, et la maman de Bastien, Clara et Gulliver
- Thierry Neuvic : Philippe, le 1er mari de Sophie, et le papa de Bastien et Oscar
- Nino Kirtadzé : Madeleine, l'ex-femme de Philippe, et la maman d'Oscar
- Philippe Katerine : Claude, le 2e mari de Sophie, et le papa de Clara
- Lucien Jean-Baptiste : Hugo, le 3e mari de Sophie, et le papa de Gulliver et d'Eliott
- Claudia Tagbo : Babette, l'ex-femme d'Hugo, et la maman d'Eliott
- Julie Depardieu : Agnès, la fille d'Aurore, la sœur de Sophie, et la maman de Léopoldine et Juliette
- Arié Elmaleh : Paul, le 1er mari d'Agnès, et le papa de Léopoldine
- Teïlo Azaïs : Bastien, le fils de Sophie et Philippe
- Violette Guillon : Clara, la fille de Sophie et Claude
- Lilian Dugois : Oscar, le fils de Madeleine et Philippe
- Luna Aglat : Léopoldine, la fille d'Agnès et de Paul
- Chann Aglat : Juliette, la fille d'Agnès[1]
- Benjamin Douba-Paris : Eliott, le fils de Babette et d'Hugo
- Sadio Diallo : Gulliver, le fils de Sophie et Hugo
- Louvia Bachelier : Alice, la copine de Bastien
- Caterina Murino : Marie, la mère d'Alice
- Antoine Khorsand : Henri, le meilleur ami de Bastien
- Serge Onteniente : Victor, le voisin
- Alain de Catuelan : l'acheteur
- Cécile Rebboah : l'institutrice de Gulliver
- Olivier de Benoist : l'ami de Babette
- Manon Bresch : la copine d'Oscar
- Juliette Tresanini : la mère d’élève révoltée

## Production

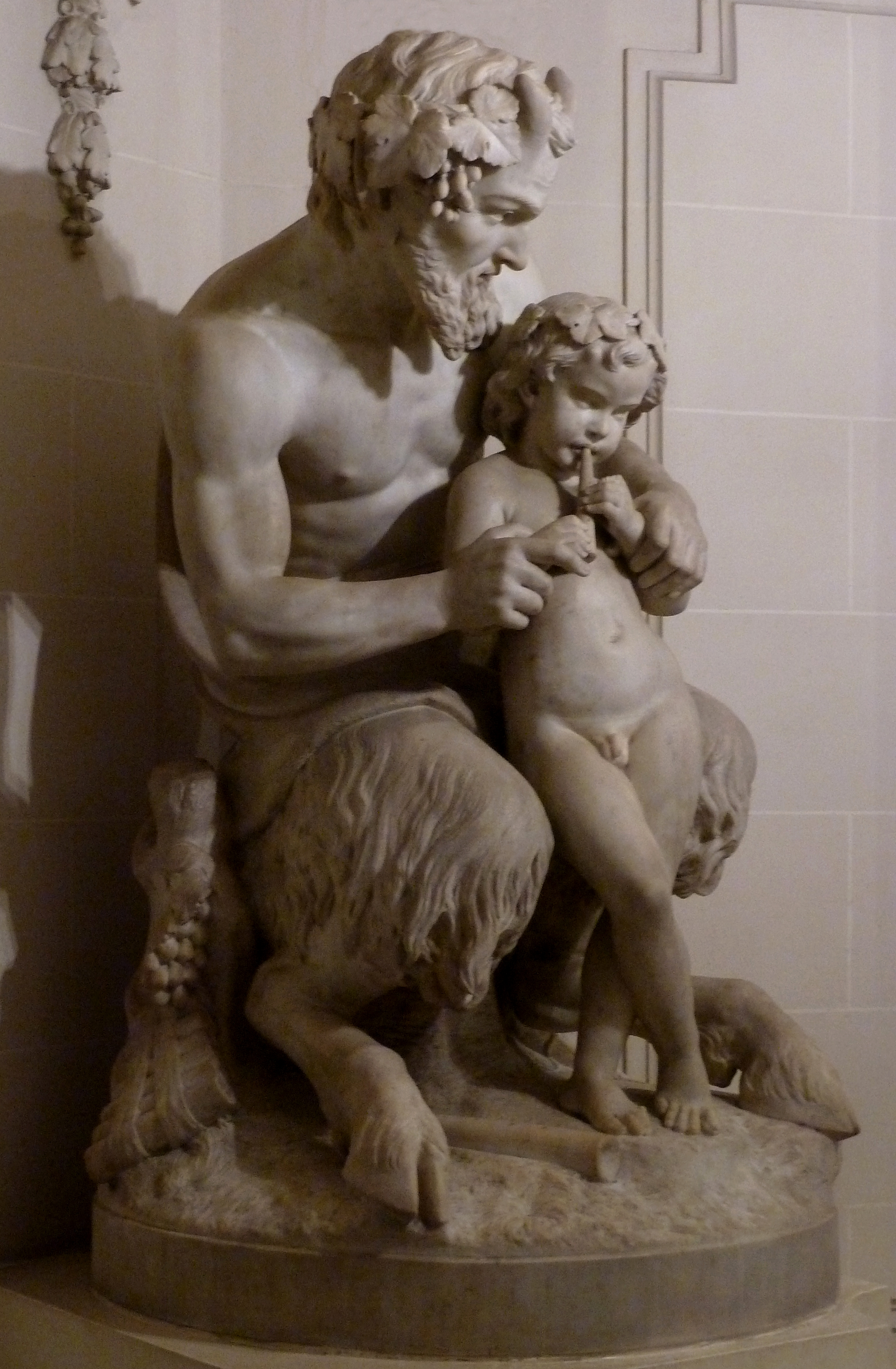
Pan et la leçon de flûte.

Le tournage s'est déroulé au no 2 de la Rue Turgot. Dans le hall de l'immeuble qu'investissent les enfants se trouve la statue en marbre Pan et la leçon de flûte de Théodore-Martin Hébert. C'est également ici qu'a été tourné le film Un beau voyou de Lucas Bernard, sorti en 2018.